# Philip Taylor Kramer
Philip Taylor Kramer (n. 12 de julio de 1952) – f. alrededor del 12 de febrero de 1995) fue un bajista estadounidense del grupo de rock Iron Butterfly y de grupos derivados entre 1974 y 1980. Más tarde se convirtió en ejecutivo en ingeniería informática e inventor. Desapareció en circunstancias misteriosas en febrero de 1995 y sus restos mortales fueron encontrados en mayo de 1999.

## Primeros años y carrera musical
Philip Taylor Kramer nació en 1952 en Youngstown, Ohio. En 1974, se unió al grupo de rock Iron Butterfly como bajista, formando parte de dos de los álbumes del grupo, Scorching Beauty y Sun and Steel, ambos lanzados en 1975. Después de la separación de la banda, Kramer continuó tocando con el miembro fundador Ron Bushy en los grupos Magic y Gold entre 1977 y 1980.

## Estudios universitarios
Posteriormente Kramer obtuvo un título en ingeniería aeroespacial. Trabajó en el sistema de guía de misiles MX para un contratista del Departamento de Defensa de EE. UU. y más tarde se desempeñó en la industria informática especializándose en compresión fractal, sistemas de reconocimiento facial y comunicaciones avanzadas.
Un técnico de la banda Iron Butterfly fue quien introdujo a Taylor en el conocimiento de las matemáticas de Benoit Mandelbrot cuando su libro sobre fractales salió en 1978. Como los fractales utilizan matemáticas de iteración, analizaron su uso para lo que denominaron "resolución fractal" de imágenes usando las matemáticas de las curvas de Koch o el polvo de Cantor, para lo que hoy se denomina "compresión fractal".
Kramer, hijo de un profesor de ingeniería eléctrica, durante toda su vida estuvo interesado en la ciencia y los teoremas matemáticos. En 1964, a la edad de 12 años, ganó la feria de ciencias en la Escuela Liberty en Youngstown, Ohio, al construir un láser con un rayo lo suficientemente fuerte como para hacer estallar un globo. En 1990, a la edad de 38 años, Kramer fue cofundador de la compañía Total Multimedia junto a Randy Jackson (hermano de Michael Jackson) para desarrollar técnicas de compresión de datos para CD-ROM. La empresa afirma haber desarrollado el primer sistema de compresión de vídeo capaz de producir vídeo de movimiento completo desde un CD-ROM de una sola velocidad en 1992. En 1994, la empresa se reorganizó debido a la bancarrota y contrató una nueva gerencia. Kramer continuó trabajando allí hasta su desaparición, si bien quedó profundamente afectado por la quiebra y la reorganización. Kramer codesarrollo SoftVideo basado en la compresión fractal y también afirmó estar trabajando en un proyecto de transmisión que daría como resultado comunicaciones más rápidas que la velocidad de la luz. Esto último estaba relacionado con el esfuerzo de su padre Ray por desacreditar las teorías de Albert Einstein.

## Muerte e investigación
El 12 de febrero de 1995, Kramer condujo hasta el Aeropuerto Internacional de Los Ángeles para recoger a un socio y a su esposa. El socio comercial había sido uno de los principales inversores de Total Multimedia y también uno de los principales instigadores de su reorganización por quiebra. De camino al aeropuerto, Kramer llamó por teléfono a su esposa para avisarle que los planes habían cambiado y que su socio comercial y su esposa debían ir directamente del aeropuerto a un hotel, donde Kramer y su esposa se reunirían con ellos más tarde. Sin embargo, Kramer parece haber ido al aeropuerto y pasado allí cuarenta y cinco minutos, por razones que se desconocen. 
Durante su viaje de ida y vuelta al aeropuerto, Kramer hizo una serie de llamadas telefónicas, incluidas llamadas a su esposa, Ron Bushy y, finalmente, a la policía. En la última llamada, Kramer dijo: «Me voy a suicidar. Y quiero que todos sepan que O.J. Simpson es inocente. Ellos lo hicieron». Antes de su desaparición, Kramer fue contratado para analizar la autenticidad de una cinta de video que el FBI y la DEA tenían sobre el juicio por asesinato de O.J. Simpson.
Nunca más se supo de Kramer. Su desaparición dio lugar a una búsqueda masiva, numerosos informes de noticias y segmentos de programas de entrevistas, incluido un episodio de The Oprah Winfrey Show, America's Most Wanted, The Unexplained ("Desapariciones extrañas", emitido por primera vez el 7 de junio de 2000) y Unsolved Mysteries (Temporada 8, Episodio 3). Un artículo en Skeptic Vol. 4, No. 2, 1996, de Fredric L. Rice, informó sobre numerosas teorías conspirativas sobre su muerte. A principios del episodio del 6 de marzo de 1997 de Coast to Coast AM, el oyente Ed Dames le dijo a Kathy Kramer-Peterssen, la hermana de Phil, que los hallazgos de su equipo fueron que Phil fue asesinado, el cuerpo fue enterrado pero se descompuso rápidamente debido al agua y fue traído a Montana desde California. Más recientemente, la misteriosa desaparición de Kramer se destacó en un episodio titulado "CONSPIRACIÓN: Philip Taylor Kramer" en un pódcast de audio llamado "Sobrenatural con Ashley Flowers", lanzado el 24 de agosto de 2021. La oficina de James Traficant, miembro de la Cámara de Representantes de los Estados Unidos, investigó el caso de Kramer y pidió dos veces al FBI que lo investigara. El FBI no creyó que hubiera suficientes motivos para iniciar una investigación criminal independiente, aunque colaboró con la oficina del sheriff del condado de Ventura.

### Descubrimiento
El 29 de mayo de 1999, la minivan Ford Aerostar de Kramer y los restos óseos de Kramer fueron encontrados por fotógrafos que buscaban viejos restos de automóviles para fotografiar en el fondo de Decker Canyon cerca de Malibú, California.
Sin embargo, su padre nunca creyó que se hubiera suicidado, ya que según contó: «Taylor me había dicho hace un tiempo que había gente que lo molestaba. Querían saber lo que hacía y algunos lo amenazaron. Una vez me dijo que si alguna vez decía que se iba a suicidar, no se lo creyera ni un poco. Necesitaría ayuda».